# South Yarrows South

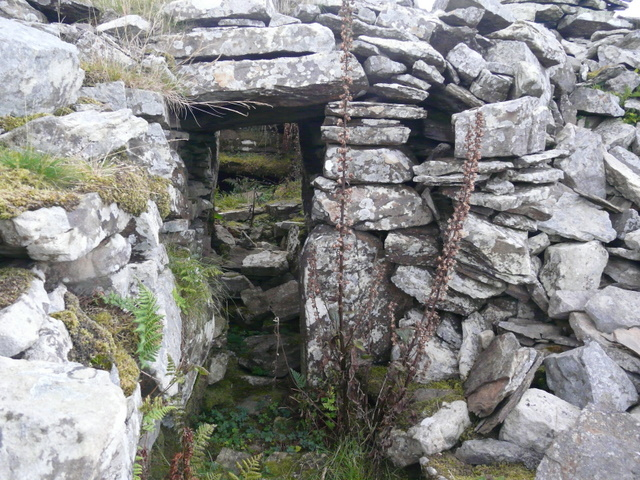
Zugang zum Long Cairn von Yarrows

South Yarrows South ist ein Longcairn vom Orkney-Cromarty Typ (OC) mit „Hörnern“ an beiden Enden. Er liegt südwestlich des Loch of Yarrows (See) in Caithness in Schottland.
Der etwa 73 m lange und 11 bis 20 m breite Cairn scheint ursprünglich (wie bei Camster) als Rundcairn errichtet worden zu sein, bevor er auf seine gegenwärtigen Form vergrößert wurde. Der Cairn wurde 1865 von Joseph Anderson ausgegraben und 1900 von  Tress Barry beschrieben.
Depressionen in seiner Oberfläche können zusammengebrochene Kammern markieren. Am breiteren östlichen Ende der Struktur befindet sich eine zugängliche Kammer, die dreifach unterteilt ist. Eine kleinere Kammer, die in die Mitte des Cairns über einen Gang von Süden aus erreichbar war, ist zerstört worden.
Ein weiterer Longcairn, der schlechter erhaltene South Yarrows North, liegt im Norden (58° 22′ 27″ N, 3° 11′ 24″ W). Es gibt den Yarrows Archaeology Trail, einen archäologischen Pfad, der die beiden Cairns, einen Broch, ein Souterrain und andere Denkmäler der Region erschließt.